# Clare Calbraith
Clare Michelle Calbraith (ur. 1 stycznia 1974 w Winsford) – angielska aktorka telewizyjna i filmowa.

## Życiorys
Urodziła się w hrabstwie Cheshire. Ukończyła studia prawnicze i pracowała jako księgowa. Zdecydowała się jednak podjąć studia w szkole teatralnej w Cardiff. Pierwszą większą rolą telewizyjną była dr Tricia Summerbee w serialu YTV „Heartbeat” (2000-2002). Wystąpiła także w popularnych serialach Downton Abbey (2011) jako Jane Moorsum i Vera (2012-2014) jako DC Rebecca „Shep” Shepherd.

### Życie osobiste
Ma dwie siostry i brata. 
Wraz z mężem, tatuażystą Nickiem Hornem jest współwłaścicielką studia tatuażu w Londynie.

## Filmografia
- Na sygnale (1999-2012, serial telewizyjny)
- Heartbeat (2000-2002, serial telewizyjny)
- Coronation Street (2005, serial telewizyjny)
- Lekarze (2008, serial telewizyjny)
- Inspektor George Gently (2009, serial telewizyjny)
- Na granicy cienia (2011, serial telewizyjny)
- Downton Abbey (2011, serial telewizyjny)
- Morderstwa w Midsomer (2012, serial telewizyjny)
- Vera (2012-2014, serial telewizyjny)
- Mindscape (również pod tytułem Anna, 2013)
- Milczący świadek (2014, serial telewizyjny)
- Home Fires (2015-2016, serial telewizyjny)
- Nadkomisarz Banks (2016, serial telewizyjny)
- Requiem (2018, serial telewizyjny)
- Alienista  (2018, serial telewizyjny)
- Baptiste  (2019, serial telewizyjny)
- Kontra: Operacja Świt  (2020, serial telewizyjny)
- Niezapomniane (2021, serial telewizyjny)
- Tell Me Everything  (2022, serial telewizyjny)
- Anne  (2022, serial telewizyjny)
- Grace  (2022-2023, serial telewizyjny)
- The Family Pie  (2023, serial telewizyjny)
- Smother  (2023, serial telewizyjny)